# Hozd vissza őt
A Hozd vissza őt (eredeti cím: Bring Her Back) 2025-ben bemutatott ausztrál természetfeletti horrorfilm, amelyet Danny és Michael Philippou rendezett. A főbb szerepekben Billy Barratt, Sora Wong, Jonah Wren Phillips és Sally Hawkins látható.
Ausztráliában 2025. május 29-én, Magyarországon 2025. július 31-én mutatták be a mozikban.

## Cselekmény
Miután apjukat holtan találták a zuhanyzóban, a 17 éves Andy és látássérült mostohatestvére, Piper Laurához kerülnek, egy excentrikus volt tanácsadóhoz, aki egy Oliver nevű néma fiút is befogadott. Laura lánya, Cathy, aki szintén vak volt, véletlenül megfulladt a hátsó udvarban lévő medencében. Andy-t zavarja Laura viselkedése és Oliver furcsa magatartása. Laura finoman aláássa Andy mentális állapotát, sugallva, hogy nem alkalmas a húga gondozására.
A temetésen Laura ellop egy hajtincset apjuk holttestéről, majd később elmondja Andynak, hogy egyesek szerint a lélek még a halál után is a testben marad. Aznap éjjel Andy megosztja, hogy az apjuk bántalmazta őt, míg Piperrel gyengéd volt, ezért neheztelt rá. Laura Cathy halálán elmélkedik, és azt mondja, bármit megadna, hogy még egyszer hallja, amint Cathy „anyának” szólítja.
Másnap Andy megpróbál közeledni a néma Oliverhez. Arra kéri, jegyzetfüzetre írjon, hogy kommunikálni tudjanak egymással, jutalmul felajánl neki egy adag felkockázott sárgadinnyét. Oliver végül írni kezd, de ezután vadul elkezdi rágni a kést, amivel Andy a gyümölcsöt vágta. Andy rémülten látja, hogy Oliver a „Bird” szót írta a vérrel áztatott jegyzetre. Amikor Andy megpróbálja kivinni Olivert Laura birtokának határán túlra segítséget hívni, a fiú rángatózni és sikoltozni kezd, majd kiejti a szavakat: „segíts nekem.” Laura megjelenik, visszaviszi Olivert a szobájába, és fejének körkörös simogatásával megnyugtatja. Oliver vonakodva visszatér néma állapotába. Ezután Laura megeteti vele Andy apjának hajtincsét. Aznap éjjel Andy zuhanyozni próbál, de Oliver jelenik meg előtte, akit apja kísérteteként lát és azt mondja neki: „Piper esőben fog meghalni.” A sokktól Andy megcsúszik, beveri a fejét és kórházba kerül.
Amíg Andy lábadozik, Laura elviszi Pipert egy lakattal lezárt fészerhez, ahol Cathy holtteste egy fagyasztóban van elrejtve, és Cathy ruháiba öltözteti a lányt. Kiderül, Olivert egy Tari nevű démon szállta meg, akit Laura egy orosz VHS-kazettáról tanult amatőr okkult feltámasztási rituáléval idézett meg. A rituálé során a feltámasztandó személy holttestét megetetik egy megszállt testtel, aki aztán visszahányja a testet és annak megmaradt lelkét egy frissen megölt testbe, feltéve, hogy a halál módja megegyezik az eredetiével. Laura azt tervezi, hogy egy esővihar idején vízbe fojtja Pipert, hogy megismételje Cathy halálát, és Oliver testébe költöztesse Cathy lelkét. Azonban még vár a megfelelő pillanatra, miközben Tari egyre éhesebb és türelmetlenebb.
Andy visszatérése után Laura magára fújja Andy kölnijét, majd álmában megüti Pipert, és az erőszakot Andyre fogja. Ezután azzal vádolja Andy-t, hogy éppolyan bántalmazó, mint az apjuk volt, ami veszekedéshez vezet közöttük. Andy távozik, Laura pedig elviszi Pipert csörgőlabda-edzésre, hogy ne legyen otthon, amíg ő előkészíti a rituálét.
Ahogy Tari éhsége fokozódik, Oliver feldúlja a házat, megharapja Laurát, és élettelen tárgyakat, valamint saját testrészeit kezdi el fogyasztani. Eközben Andy elmegy a nevelőintézethez, ahol kiderül, hogy „Oliver” valójában egy eltűnt kisfiú, akit Connor Birdnek hívnak. Meggyőzi Wendy-t, a szociális munkást, aki őt és Pipert Laurához küldte, hogy vizsgálódjon, mert Piper veszélyben van. Andy hangüzenetet is hagy Pipernek, amelyben figyelmezteti Laurára, és elárulja az igazságot apjuk bántalmazásáról. Laura elfogja az üzenetet, és amikor meghallja Wendy hangját a háttérben, gyorsan kitakarítja a házat, hogy megtévessze őt. Wendy azonban észreveszi Laura vérző karját, és rákérdez a sérülésre. Laura erre hisztérikusan azt állítja, hogy képes feltámasztani Cathyt. Ekkor Wendy és Andy rábukkannak Oliverre, amint Cathy holttestét eszi. Menekülni próbálnak, de Laura elüti őket autóval. Wendy a helyszínen meghal, Andy pedig súlyosan megsérül, majd Laura vízbe fojtja őt egy esőpocsolyában.
Laura visszahozza Pipert, miközben Oliver – aki evett Andy húsából – Andy hangján szólítja meg a lányt, hogy csapdába csalja. Piper gyanút fog, bezárkózik a fürdőszobába, és ott megtalálja Andy holttestét. Laura betöri az ajtót, és elmagyarázza a rituálét Pipernek, aki menekülni próbál, de véletlenül elveszti az eszméletét. Laura a medencéhez cipeli őt, és elkezdi vízbe fojtani, miközben Oliver figyeli. Piper fuldokolva felsikolt: „anya”, erre Laura megtorpan és elengedi őt. Piper kiszabadul, az útra fut, ahol egy arra járó pár megmenti. Oliver közben átlépi a mágikus kör határát, majd összeesik, amikor Tari elhagyja a testét. A rendőrség ezután azonosítja őt. A bűntudattól megbénult Laura Cathy félig elfogyasztott holttestét a medencébe viszi, és ölében tartja, miközben a rendőrök körülveszik.

## Szereplők
| Szerep               | Színész             | Magyar hang         | Leírás                                     |
| -------------------- | ------------------- | ------------------- | ------------------------------------------ |
| Andy                 | Billy Barratt       | Gyimesi Ádám        | Bűntudattal és traumával küzdő 17 éves fiú |
| Piper                | Sora Wong           | Kovács Kinga        | Andy látássérült kishúga                   |
| Laura                | Sally Hawkins       | Majsai-Nyilas Tünde | Gyászoló anya                              |
| Oliver / Connor Bird | Jonah Wren Phillips | Gyetvai Martin      | Laura nevelt fia                           |
| Wendy                | Sally-Anne Upton    | Zsurzs Kati         | Andy és Piper szociális gondozója          |
| Phil                 | Stephen Phillips    | Szrna Krisztián     | Andy és Piper elhunyt apja                 |
| Cathy                | Mischa Heywood      | Berlik Bodza        | Laura elhunyt 12 éves lánya                |

### Magyar változat
- Főcím: Galambos Péter
- Magyar szöveg: Tóth Tamás
- Hangmérnök: Illés Gergely
- Vágó: Sári-Szemerédi Gabriella
- Gyártásvezető: Hodos Edina
- Szinkronrendező: Nikodém Zsigmond
- Produkciós vezető: Hagen Péter

A szinkront a Mafilm Audio Kft. készítette el.

## A film készítése

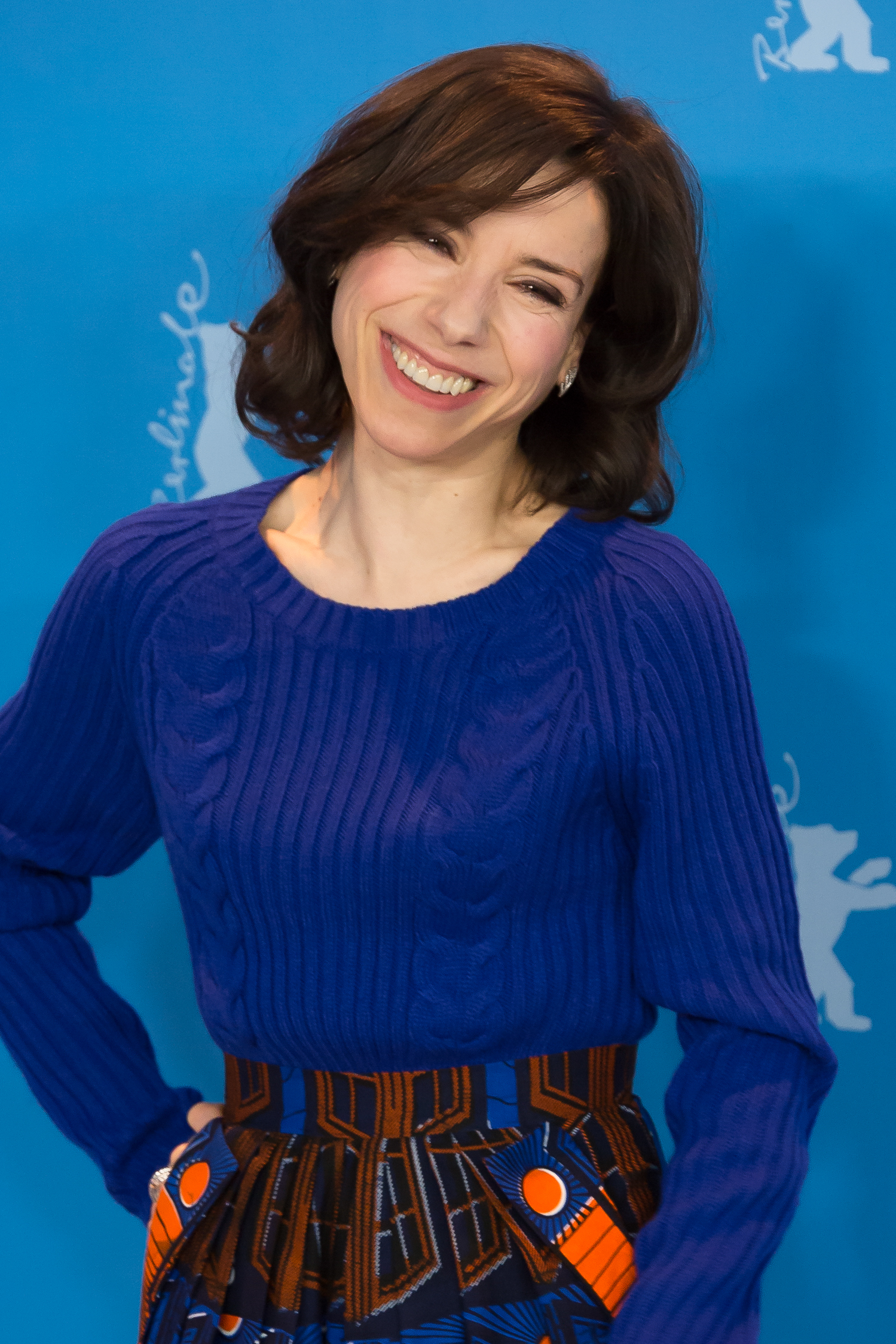
Sally Hawkins Laura szerepében nyújtott alakítása egyhangú elismerést kapott, sokan 2025 egyik legjobb alakításának, illetve az utóbbi évek egyik legjobb horrorfilm-alakításának tekintik

2024 áprilisában bejelentették, hogy Danny és Michael Philippou (más néven RackaRacka) a Beszélj hozzám! című film folytatásaként egy eredeti horrorfilmet készítenek, a Causeway Films producerei, Samantha Jennings és Kristina Ceyton közreműködésével. A film főszereplője Sally Hawkins, az A24 pedig a világszintű forgalmazásért felelt. A Philippou testvérek eredetileg azt tervezték, hogy 2023-ban megfilmesítik a Street Fighter című játékot, de végül kiléptek a projektből, hogy a pszichohorror ihlette Hozd vissza őt című filmre koncentrálhassanak. A forgatókönyvet Danny Philippou és Bill Hinzman írta, a gyártást a RackaRacka végezte, a South Australian Film Corporation és a Salmira Productions finanszírozásával.
Május végén Billy Barratt, Jonah Wren Phillips, Sally-Anne Upton, Stephen Phillips és Sora Wong csatlakozott a stábhoz. A People magazinnak adott interjúban Wong kijelentette, hogy „egyáltalán nincs színészi tapasztalata”, és azért jelentkezett a meghallgatásra, mert édesanyja felfedezte a Facebookon a casting felhívást.
A forgatás 2024 júniusában kezdődött. Philippousék visszatértek szülőállamukba, Dél-Ausztráliába, hogy Adelaide-ben és környékén, többek között Lightsview-ban forgassanak. A forgatás 41 nap után befejeződött.

## Bemutató
2025 februárjában a Sony Pictures Worldwide Acquisitions megszerezte a film nemzetközi forgalmazási jogait, kivéve Kínát, Oroszországot és Japánt.
A Hozd vissza őt című film 2025. május 26-án különleges vetítésen került bemutatásra az Adelaide Film Festival klubtagjai számára, majd 2025. május 29-én a Stage 6 Films forgalmazásában az ausztrál mozikban is megjelent. Az Amerikai Egyesült Államokban az A24 forgalmazta a következő napon. Az Egyesült Királyságban 2025. augusztus 1-jén kerül bemutatásra.